# Szentháromság-templom (Aszód)
Aszód római katolikus temploma a város nyugati részén, az egykori Tabán téren áll.

## Története
A török pusztítás előtti templom romjait Aszód-Szentkereszten a régészek feltárták, majd újra betemették. A török hódoltság után Aszód a szomszédos Bag leányegyháza (filiája) lett: az aszódi híveket a bagi plébános keresztelte, eskette, temette. A ma is látható és működő templom építésére 400 forintot adott a váci püspök és káptalan, gróf Grassalkovich Antal földesúr, a bagi egyházközség kegyura pedig téglát adott az építéshez. Pest megye 150 forintot adott, és több magánszemély is hozzájárult az építkezéshez. A templomot 1750-ben szentelték fel a Szentháromság tiszteletére.
A tornyot a plébános kérésére 1773-ban a Podmaniczky testvérek építették. A templomot ebben az időben az egyház tartotta fenn, a nagyobb javításokat a Podmaniczky bárók fizették.
A paplakot a püspökség anyagi támogatásával építették 1890-1891-ben.
1901-ben javasolták bővítését, de ebből nem lett semmi, mert ez idő tájt építettek egy ökumenikus templomot az aszódi Magyar Királyi Javító Intézetben.
A templom felújítását 1973-ban, az aszódi plébánia fennállásának 100. évfordulójára készülve határozták el. A munkákat a hívek adományaiból és az egyházmegye hozzájárulásából finanszírozták; a külső tatarozást és a torony festését 1974. szeptemberére fejezték be. A belső festés Nemcsics Antal festőművész tervei szerint Lengyel Ottó szobafestő-mázoló és címfestő munkája. E felújítás részeként készült el az új felolvasóállvány és a szembemiséző oltár is. Az Országos Műemléki Felügyelőség 2000-ben megállapította, hogy az új belső festés a templom stílusával összeférhetetlen.
Az orgona állapota már a 20. század elején problémás volt, de újat csak 1998 november 14-én tudtak beállítani. A digitális Johannus Opus 20 orgonát Keszthelyi Ferenc püspök szentelte fel.
A templom ma is látható külsejét a '90-es években nyerte el, amikor ismét fel kellett újítani. Ehhez a németországi Obernburg (Aszód testvérvárosa) hívői, a városi önkormányzat és az egyházmegye adta a pénzt többségét, de adományokkal és társadalmi munkával a hívek is hozzájárultak. A munkákat 1993-ban kezdték el és 1994-ben fejezték be. A templom megújult külsejét május 29-én, Szentháromság vasárnapján, vagyis a templombúcsú napján áldották meg.
A templom belsejét a Millennium évében sikerült az épület barokk jellegével összehangolni,  egyúttal új világítótesteket szereltek fel. A restaurálással és festéssel Tarr György restaurátor művészt bízták meg. Az oltárképet, a keresztút tizennégy stációját ábrázoló festményeket és a szép barokk oltárt Kantz Gyula aranyozó restaurátor újította fel. A templom megújult belsejét 2000. január 20-án áldotta meg Keszthelyi Ferenc püspök.

## Az épület
Az épület egyhajós, homlokzati tornyos, barokk stílusú.
Fő nevezetessége a Szentháromság képe az oltár mögötti szentélyfalon, ezt Kracker János Lukács festette 1776-1777-ben. A keresztelő kút szintén a 18. század végén készült.
Szent Imre a templomban látható szobra eredetileg az 1931-ben elkészült katolikus iskolában (Szent Imre út 1.) állt, és 1948-ban, az iskola államosításakor hozták át a templomba az iskola emlékiratával együtt.